# جيفري سنايدر
جيفري سنايدر (بالهولندية: Jeffrey Sneijder)‏ (16 سبتمبر 1982 بأوترخت في هولندا - ) هو لاعب كرة قدم هولندي في مركز الهجوم. لعب مع أياكس أمستردام ودين بوستش ونادي تلستار ‏ ورابطة أوتريخت الرياضية إلينكويك ‏.